# Westfalia Herne
Westfalia Herne – niemiecki klub piłkarski, grający obecnie w NRW-Lidze (odpowiednik piątej ligi), mający siedzibę w mieście Herne, leżącym w Nadrenii Północnej-Westfalii.

## Historia
- 13.06.1904 – został założony jako SC Westfalia Herne
- 1925 – połączył się z Fortuna Herne tworząc Westfalia-Fortuna Herne
- 1931 – rozłączenie się klubów (likwidacja fuzji)
- 1977 – zmienił nazwę na SC Westfalia 04 Herne

## Sukcesy
- 9 sezonów w Oberlidze West (1. poziom): 1954/55-1962/63
- 9 sezonów w Regionallidze West (2. poziom): 1963/64-1967/68 i 1970/71-1973/74
- 4 sezony w 2. Bundeslidze Nord (2. poziom): 1975/76-1978/79
- Mistrzostwo Oberligi West: 1959
- Wicemistrzostwo Oberligi West: 1960
- Mistrzostwo Verbandsliga Westfalen (Gruppe Südwest – 3. poziom): 1975 – awans do 2. Bundesligi 1975/1976